# Mapanioideae
Mapanioideae es una subfamilia de plantas herbáceas pertenecientes a la familia de las ciperáceas.    

## Tribus
Contiene las siguientes tribus:
- Chrysitricheae
- Hypolytreae